# Esteras de Lubia
Esteras de Lubia es una localidad de la provincia de Soria, partido judicial de Soria, comunidad autónoma de Castilla y León, España. Pueblo de la Comarca de Campo de Gómara que pertenece al municipio de Almenar de Soria.
Desde el punto de vista jerárquico de la Iglesia católica forma parte de la diócesis de Osma la cual, a su vez, pertenece a la archidiócesis de Burgos.

## Historia
Lugar que durante la Edad Media perteneció a la Comunidad de Villa y Tierra de Soria formando parte del Sexmo de Lubia.
A la caída del Antiguo Régimen la localidad se constituye en municipio constitucional, conocido entonces como Esteras de Soria, en la región de Castilla la Vieja, partido de Ágreda  que en el censo de 1842 contaba con 51 hogares y 204 vecinos.
Hasta la reforma de la nomenclatura municipal de 1916 el municipio se llamaba Esteras de Lubia ó de Soria. En dicha fecha su nombre fue modificado por el de Esteras de Lubia. A finales del siglo XX este municipio desaparece porque se integra en Almenar de Soria, contaba entonces con 27 hogares y 116 habitantes.

## Geografía humana

### Demografía
| Gráfica de evolución demográfica de Esteras de Lubia entre 1842 y 1960 |
| |
| Población de derecho según los censos de población del INE Población de hecho según los censos de población del INEEn estos censos se denominaba Esteras de Lubia o de Soria: 1877 y 1887 Entre el censo de 1970 y el anterior, este municipio desaparece porque se integra en el municipio 42022 (Almenar de Soria) |

En el año 1981 contaba con 40 habitantes, concentrados en el núcleo principal, pasando a 21 en 2010, 12 varones y 9 mujeres.
| Gráfica de evolución demográfica de Esteras de Lubia entre 2000 y 2010                           |
|                                                                                                  |
| Población de derecho (2000-2010) según los censos de población del INE a 1 de enero de cada año. |

### Economía
Como la mayor parte de los municipios de la zona, cuenta con una población exigua, envejecida y declinante. La economía gira en torno al cultivo del cereal y girasol  y el pastoreo del ganado ovino.

## Patrimonio
- Iglesia de San Pedro Apóstol.
- Ermita de la Virgen de la Misericordia.
- Ermita del Santo Sepulcro o Humilladero.
- Casas blasonadas.